# Hvinand
Hvinand (latin: Bucephala clangula) er en andefugl, der fortrinsvis yngler ved søer i skove i den boreale zone af Nordamerika og Eurasien. Hvinanden er en dykand, der lever af bløddyr, insekter og planter. Det er en trækfugl, der som vintergæst er almindelig i de danske farvande. Den er desuden siden 1972 blevet ynglefugl i Danmark, dog næsten udelukkende i nordsjællandske søer omgivet af løvskov. Dens rede placeres i hule træer, fx udhugget af spætter, i Danmark sortspætten.
Navnet hvinand skyldes, at fuglens vinger frembringer en hvinende lyd under flugten.

## Udseende
Hannen i pragtdragt har sortgrønt hoved med hvide kindpletter, sort ryg samt hvid hals og bug. Hunnen har brunt hoved, gråbrun ryg og hvid bugside. Hannen ligner hunnen om sommeren.

## Føde
Hvinandens fødekilder er vandplanter, insekter, snegle, muslinger og småfisk.